# 太宰治短編小説集
『太宰治短編小説集』（だざいおさむ たんぺんしょうせつしゅう）は、2009年10月から2010年9月にかけてNHK衛星第2テレビジョン（NHK BS2）で放送されたテレビドラマシリーズ。原作は全て太宰治の短編小説である。

## 概要
2009年、太宰治の生誕100年を記念して“映像短編小説集”をコンセプトに、名作短編をアニメやCG、戯曲化、舞台を現代に置き換えるといったさまざまな演出や手法で映像化したドラマシリーズ。
2010年10月、『走れメロス』が「映文連アワード2010」優秀作品賞（準グランプリ）を受賞した。同年11月、番組をもとにしたiPhone、iPad向けアプリ「太宰テレビ」が発売された。
2014年1月、講談社からDVDブック『太宰治 ヴィジュアル選集』が発売された。「駈込み訴え」「走れメロス」「雪の夜の話」「畜犬談」「カチカチ山」の5本を収録。

## 放送リスト
| シリーズ | タイトル     | 初回放送日           | 放送時間        | 内容     |
| -------- | ------------ | -------------------- | --------------- | -------- |
| 1        | 女生徒       | 2009年10月12日（月） | 22:30 - 22:55   | 実写     |
| 1        | 雪の夜の話   | 2009年10月13日（火） | 22:30 - 22:55   | アニメ   |
| 1        | きりぎりす   | 2009年10月14日（水） | 22:30 - 22:55   | 実写     |
| 1        | トカトントン | 2009年10月15日（木） | 22:30 - 22:55   | アニメ   |
| 2        | 走れメロス   | 2010年3月24日（水）  | 21：35 - 22：00 | CG＋実写 |
| 2        | 犯人         | 2010年3月25日（木）  | 21：35 - 22：00 | 実写     |
| 2        | 畜犬談       | 2010年3月26日（金）  | 21：35 - 22：00 | アニメ   |
| 3        | 駈込み訴え   | 2010年9月27日（月）  | 22：35 - 23：00 | 実写     |
| 3        | カチカチ山   | 2010年9月28日（火）  | 22：35 - 23：00 | 実写     |
| 3        | グッド・バイ | 2010年9月29日（水）  | 22：35 - 23：00 | アニメ   |

- 2010年12月31日（金）深夜24:30 - 28:42、 3シリーズ全10作品を一挙再放送。

## 第1シリーズ

### 女生徒
キャスト
- 女生徒/朗読：山下リオ
- 女生徒の母：相築あきこ

スタッフ
- 撮影：樋口辰男
- AP：淵邉恵美
- ディレクター：森山宏昭

### 雪の夜の話
キャスト
- しゅん子/朗読：田畑智子
- 兄：清水宏
- 嫂：峯村リエ

スタッフ
- 音楽：伊藤豊＋青葉市子
- アニメーション：ケシュ#203
- AP：淵邉恵美
- ディレクター：仲井陽、田中希代子

### きりぎりす
キャスト
- 妻/朗読: 高橋マリ子
- 夫：太田智也
- 但馬：高橋K太

スタッフ
- 撮影：成田伸二
- AP：淵邉恵美
- ディレクター：田島櫻子

### トカトントン
キャスト
- 朗読：野田秀樹
- 出演：渋江裕介

スタッフ
- 音楽：渋江裕介
- AP：淵邉恵美
- アニメーションディレクター：渋江修平

## 第2シリーズ

### 走れメロス
キャスト
- メロス：森山未來
- ディオニス：モロ師岡
- セリヌンティウス：純
- 朗読：田中泯

スタッフ
- 撮影：岩川浩也
- アニメーション：渋江修平
- AP：淵邉恵美
- ディレクター：渋江修平

### 犯人
キャスト
- 鶴田慶助：新井浩文
- 慶助の姉/朗読：板谷由夏
- 小森ひで：今宿麻美
- スズメ（芸者）：穂花
- 慶助の義兄：那波隆史
- 慶助の同僚：松林慎司
- 肉屋の小僧：小野原聡
- 刑事?：津田寛治

スタッフ
- 撮影：杉中敏行
- AP：淵邉恵美
- ディレクター：宇野丈良

### 畜犬談
キャスト
- 朗読：斉木しげる

スタッフ
- アニメーション：woodpecker
- AP：淵邉恵美
- ディレクター：竹内俊太郎、早船将人

## 第3シリーズ

### 駈込み訴え
キャスト
- 教師/朗読：香川照之
- 女子高生（ユダ）：清水くるみ
- 女子高生（イエス）：日南響子
- 女子高生（使徒）

| - 小糸綾子 - 田中沙季 - 峰崎亜里沙 - 剛力彩芽 - 中村絢香 - かのん | - 加藤果林 - 柄澤朋子 - 大坪あきほ - 岸井ゆきの - 田中美晴 |

他
スタッフ
- 音楽：モアリズム
- 題字：長尾明美
- 撮影：柳島克己
- 演出：西川美和
- プロデューサー：淵邉恵美

### カチカチ山
キャスト
- 兎：満島ひかり
- 狸：皆川猿時
- 作者：菅原永二

スタッフ
- 演出：高田雅博
- プロデューサー：淵邉恵美

### グッド・バイ
キャスト
- 朗読：UA

スタッフ
- 切り絵：福井利佐
- アニメーション：TYMOTE
- 演出：福井利佐
- 切り絵モデル：藤田陽子
- 音楽：TYMOTE
- プロデューサー：淵邉恵美

## スタッフ
- 取材：菅井祐介(#1・5・6・8)、山口夢(#2)、立川修史(#3)、池部博哉(#4・7)、永田奈津子(#10)、滝本憲吾(#8)
- 制作統括：森田智樹、長嶋甲兵
- 制作協力：ディレクションズ（#4・5・7）
- 制作・著作：NHK、テレコムスタッフ

## 関連商品
- 太宰テレビ「NHK太宰治短編小説集」 - iPhone、iPad対応アプリ
  - 内容：全10作品の動画（各26分）・小説。動画はストリーミング配信、小説は電子書籍。
  - サービス提供期間：2010年11月15日 - 2011年3月31日
  - 素材提供：NHK、テレコムスタッフ、青空文庫
  - 企画開発：博報堂DYメディアパートナーズ、テレコムスタッフ